# Qwt (libreria)
Qwt (Qt Widgets for Technical Applications) è una libreria di widget Qt per lo sviluppo di applicazioni tecniche. Fornisce widget per scale, cursori, quadranti, termometri, manopole e altri, per il controllo e la visualizzazione di valori scalari o array.